# Plesionika carinirostris
Plesionika carinirostris är en kräftdjursart som beskrevs av Hendrickx 1990. Plesionika carinirostris ingår i släktet Plesionika och familjen Pandalidae. Inga underarter finns listade i Catalogue of Life.